# 짐 클리어리
제임스 클리어리(영어: James Cleary, 1956년 5월 27일, 퍼매나 주 에니스킬린 ~)는 북아일랜드의 전직 축구 선수로, 현역 시절 에니스킬린 레인저스, 포터다운, 글렌토런, 그리고 북아일랜드 국가대표팀에서 미드필더로 활약했다.

## 경력
클리어리는 에니스킬린 레인저스에서 축구를 시작해 1975년에 아이리시 리그의 포터다운에서 활약했다. 그는 5년 동안 포터다운에서 활약해고 1980년에 글렌토런으로 이적했다.
그는 1981-82 시즌 유러피언컵 1회전에서 득점을 기록했다.
그는 1980년대에 글렌토런을 대표한 최고의 선수로 손꼽혔고, 당대 아이리시 리그의 정상급 선수로 정평이 났다. 클리어리는 왼발로 공넘김과 조준력에 일가견이 있었고, 중원에서 골 결정력을 자랑했다. 글렌토런은 그가 활약한 9년 동안 아이리시 리그를 2번 우승했고, 아이리시 컵은 6번 우승했고, 유럽대항전에서도 약간의 성과를 냈다.
클리어리는 빌리 빙엄의 1982년 월드컵 선수단에 이름을 올린 4명밖에 되지 않는 북아일랜드 리그 소속 선수들 중 하나였다. 그는 북아일랜드 국가대표팀 경기에 5번 출전했다. 그는 1982-83 시즌에 얼스터 올해의 축구 선수로도 선정되었다.